# Leyes antiprotesta ucranianas de 2014

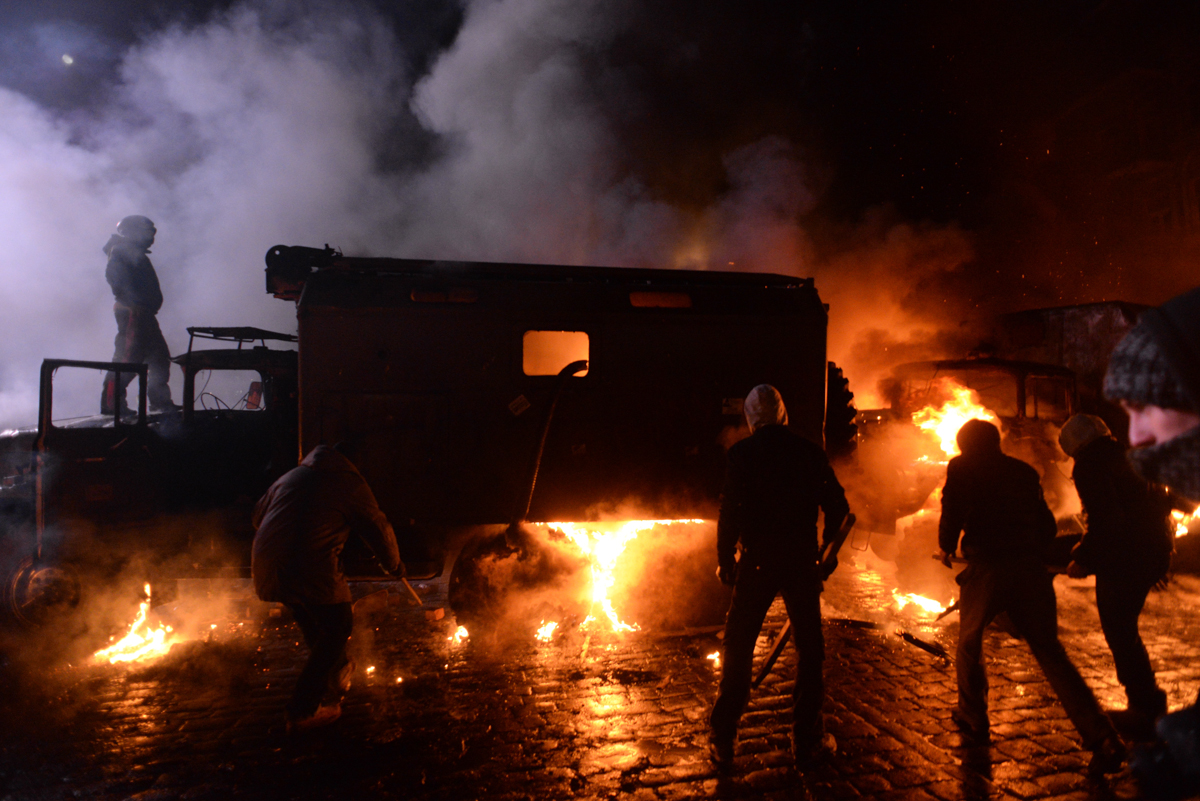
Disturbios en la Avenida Hrushevskoho en Kiev de 2014 en respuesta a las leyes antiprotesta.

Las leyes antiprotesta ucranianas fueron un grupo de diez leyes que limitaban la libertad de expresión y el derecho de reunión. Las leyes fueron aprobadas por la Rada Suprema el 16 de enero de 2014 y aprobadas por el presidente Víktor Yanukóvich el día siguiente en medio del Euromaidán, movimiento que comenzó en noviembre. Las leyes fueron conocidas colectivamente como «las leyes dictatoriales» (en ucraniano: закони про диктатуру, zakony pro dyktaturu) por activistas del movimiento, organizaciones no gubernamentales, estudiantes y medios de comunicación ucranianos.
Las naciones de Occidente criticaron las leyes por su naturaleza no democrática y su capacidad para reprimir los derechos para protestar, la libertad de expresión y la actividad de organizaciones no gubernamentales. Fueron descritas por los medios de comunicación, por expertos y la comunidad internacional en general como «draconianas»: Timothy Snyder, historiador estadounidense, declaró que habían establecido en la nación una dictadura y John Kerry, secretario de Estado estadounidense, las tachó de «antidemocráticas».
Las leyes fueron desarrolladas por los parlamentarios Vadym Kolesnychenko y Volodymyr Oliynyk, del Partido de las Regiones, apoyados por un bloque consistente de su propio partido, el Partido Comunista y algunos miembros parlamentarios independientes. Fueron adoptadas con violaciones procedimentales. Con la finalidad de reforzar las nuevas leyes, el ministro de Relaciones Interiores, Vitali Zajárchenko, prometió que «cada ofensa será enfrentada duramente por nuestro bando».
Nueve de las leyes antiprotesta fueron canceladas por la Rada el 28 de enero de 2014.

## Contexto
Se conoce como Euromaidán (en ucraniano, Євромайда́н, Yevromaidán; «Europlaza») a una serie de manifestaciones y disturbios heterogéneos iniciada el 21 de noviembre de 2013 con grandes protestas en la Plaza de la Independencia en Kiev. Las protestas, de índole europeísta, independentista y nacionalista, se desencadenaron a raíz de la repentina decisión del presidente Viktor Yanukóvich de suspender el Acuerdo de Asociación entre la Unión Europea y Ucrania y fortalecer sus lazos con Rusia. Tras aprobar, por abrumadora mayoría, el parlamento ucraniano la ratificación del Acuerdo con la UE, Rusia habría presionado a Kiev para que lo rechazara. Los manifestantes se opusieron a lo que consideraban corrupción gubernamental generalizada, abuso de poder y violaciones de los derechos humanos. La organización no gubernamental Transparencia Internacional denunció a Yanukóvich como el principal ejemplo de corrupción en el mundo. La violenta dispersión de los manifestantes el 30 de noviembre de 2013 provocó aún más indignación en la población. El Euromaidán precipitó la renuncia del presidente el 22 de febrero de 2014 y significó el origen de la guerra ruso-ucraniana.
Tras la huida del presidente de Ucrania Víktor Yanukóvich en dirección desconocida el 21 de febrero de 2014, la Rada Suprema destituyó del cargo a Yanukóvich por «el abandono de sus funciones constitucionales». El 23 de febrero de 2014, el jefe del grupo parlamentario del Partido de las Regiones que lideraba Yanukóvich, Oleksandr Yefrémov, responsabilizó a Yanukóvich del saqueo del país y del derramamiento de sangre.
Más adelante, el 29 de marzo de 2014, el Congreso del Partido de las Regiones expulsaría de sus filas a Yanukóvich, Mikola Azárov, Oleksandr Klimenko, Serhiy Arbúzov, Valeriy Konovalyuk y Andréi Syshatski por 333 votos a favor, 45 en contra y 28 abstenciones.
Los sucesos se habían desencadenado en Kiev la noche del 21 de noviembre de 2013, un día después de que el Gobierno de Ucrania hubiera suspendido in extremis la firma del Acuerdo de Asociación y el Acuerdo de Libre Comercio con la Unión Europea (UE).
Aunque el 30 de marzo de 2012, Yanukóvich y los líderes de la UE habían acordado un estatuto de asociación de Ucrania con la UE, la entrada en vigor se fue aplazando y las negociaciones quedaron estancadas durante un año, entre otras razones porque una de las exigencias europeas era la liberación de Yulia Timoshenko y Yuri Lutsenko, opositores al Gobierno. Ello no impidió que durante los meses previos al inicio de las protestas, Yanukóvich prometiera realizar las reformas necesarias para seguir adelante con las negociaciones.
Sin embargo, sorprendentemente, el Gobierno ucraniano, encabezado por Mikola Azárov, publicó el 21 de noviembre de 2013 una nota oficial en la que informaba que el proceso de preparación de la firma del acuerdo quedaba «suspendido». Las razones esgrimidas fueron la caída en la producción industrial y el mantenimiento de relaciones con los países de la Comunidad de Estados Independientes. Yanukóvich asistió a la cumbre de la UE los días 28 y 29, tal como estaba previsto antes de la suspensión unilateral, pero solo para declinar la última oferta europea, de 600 millones de euros, por considerarla «humillante». Por su parte, Azárov reprochó a la UE y al Fondo Monetario Internacional la falta del apoyo económico que hubiera compensado el «divorcio comercial» con Rusia, a la vez que admitía que había sido Moscú quien había conminado a Kiev a no sellar el pacto.
A partir del 21 de noviembre, se produjeron en la plaza de la Independencia (en ucraniano, Maidán Nezalézhnosti) de la capital varias concentraciones que exigían al gobierno retomar el diálogo con la UE. Las convocatorias lograron congregar a cientos de miles de personas, que asistieron a discursos diarios de líderes políticos opositores y de figuras destacadas de la cultura, tanto ucranianas como extranjeras. Entre sus impulsores se encontraban organizaciones sociales, la oposición política —incluidos grupos ultranacionalistas y de extrema derecha, Sector Derecho y Svoboda— y las Iglesias ucranianas —como la Iglesia ortodoxa ucraniana del Patriarcado de Kiev—, con excepción de la Iglesia ortodoxa ucraniana del Patriarcado de Moscú. En las manifestaciones también participaron representantes de minorías étnicas (rusos, chechenos, tártaros de Crimea, judíos, georgianos, armenios y otros) y ciudadanos de otros países (Polonia, Bielorrusia, Georgia, Rusia y otros).
Las protestas desembocaron en disturbios, que fueron creciendo en intensidad, al punto de que hubo días en que muchos manifestantes continuaban sus protestas toda la noche, lo que hacía imposible su desalojo del lugar por parte de las autoridades. El 16 de enero, la Rada Suprema ordenó penas contra los manifestantes, el bloqueo de edificios administrativos y la instalación de tiendas de campaña. Esto fue tomado por los manifestantes como un veto a su derecho de manifestarse y protestar. Desde entonces, las protestas provocaron una escalada de violencia en rechazo a las nuevas leyes. Como resultado, el 22 de enero las manifestaciones registraron cinco muertos.
Entre tanto, las protestas se fueron expandiendo a lo largo del centro y oeste del país, con algunos focos en el este, mayoritariamente rusófono. La exigencia no era solo el cambio económico hacia Europa, sino la sustitución total de gobierno, lo que llevó a la dimisión de Azárov el 28 de enero y a que el Parlamento reunido en asamblea extraordinaria derogara las polémicas leyes que limitaban los derechos de manifestación y reunión.
La noche del 19 y 20 de febrero, Yanukóvich y los principales líderes de la oposición (Vitali Klichkó, Arseni Yatseniuk y Oleh Tiagnibok) acordaron una tregua y la retirada de las barricadas colocadas anteriormente en la plaza de la capital para contener a las fuerzas policiales. El 21 de febrero —tras el llamado «Jueves Negro» (20 de febrero) en el que murieron más de 60 manifestantes—, se aprobó un acuerdo entre ambas partes para adelantar las elecciones, formar un gobierno de transición, volver a la Constitución de Ucrania de 2004 y frenar la violencia.
En la madrugada del 21 al 22 de febrero, Yanukóvich, sin informar al parlamento, abandonó su lujosa residencia de Mezhyhirya, en las afueras de la capital, y desapareció en dirección desconocida —según declararía más adelante, lo hizo al temer por su vida y la de su familia—. Yanukóvich no firmó la reintroducción de la Constitución de 2004 que acordó ratificar en menos de 48 en el acuerdo previo antes de desaparecer. En la mañana del 22 de febrero, la Rada Suprema lo destituyó de su cargo por «abandono de sus funciones constitucionales» y tomó el control del país, votando, por mayoría constitucional, la vuelta a la Constitución de 2004, acordada el día anterior.

## Procedimiento
Mientras se adoptaban las leyes, la Rada violó gran cantidad de sus propias reglas procedimentales. La votación de las leyes fue hecha en su mayoría a mano alzada. Esto estaba permitido por las reglas de procedimiento, pero solamente cuando no hay «posibilidad técnica» para votar a través del sistema electrónico. Además, las manos fueron «contadas» en unos pocos segundos, basándose en el número de miembros parlamentarios incluidos en los grupos parlamentarios, mientras varios de los miembros en realidad estaban ausentes. La mayoría de las leyes fueron adoptadas sin consideración previa de los comités parlamentarios como era requerido y sin tiempo para el examen de las leyes, incluso por parte los miembros parlamentarios.

## Contenido

La congestión del tráfico con caravanas de más de cinco vehículos podría ser sancionada con la retirada del permiso de conducción entre uno y dos años y decomiso del coche.

Las leyes tenían provisiones tales como:
- Criminalizar el «activismo extremista». Según Transparencia Internacional Ucrania, este delito fue definido en «términos amplios y vagos»,[46] con una gran multa para la primera ofensa y hasta tres años en prisión por una ofensa repetida.
- Simplificar el proceso del allanamiento de la inmunidad parlamentaria durante procedimientos criminales por una mayoría de votos en la Rada. Ya no es requerida una revisión previa del comité parlamentario.
- Extender y aplicar la amnistía judicial adoptada anteriormente por la Rada para aquellos quienes cometieron crímenes en contra de protestantes, incluyendo las fuerzas antidisturbios (Berkut) y otros funcionarios policiales.
- Permitir juicios in absentia de individuos, incluyendo sentencias a prisión en casos donde la persona se niegue a asistir en la corte cuando los procedimientos criminales en la ausencia de dicha persona se declaren posibles.
- Simplificar procedimientos para servir citaciones y llenar protocolos administrativos.
- Penalización por bloquear el acceso a edificios residenciales con hasta seis años de prisión.
- Si se causa congestionamiento en el tráfico, los conductores de caravanas de más de cinco vehículos se enfrentarían a la pérdida de su permiso de conducir y su vehículo por hasta dos años (al menos que se obtenga permiso del ministro de Relaciones Interiores).
- Obtener y difundir información sobre los agentes Berkut, los jueces o sus familias respectivas lleva a una sentencia de hasta dos años de prisión.
- La difamación, sea por medios de comunicación o por redes sociales, lleva una sentencia de hasta un año de cárcel.
- Los funcionarios policiales y sus familiares involucrados en actividades similares enfrentan una sentencia penitenciaria máxima de seis meses.
- Bloquear edificios gubernamentales acarrearía una sanción de hasta cinco años en prisión. Aquella por bloquear la entrada de una residencia es de hasta tres años de restricción de libertad.
- Sentencia por la instalación no autorizada de carpas, escenarios y equipos de sonido de hasta quince días de prisión.
- Ley antimáscaras con la provisión de hasta quince días de prisión por la participación en reuniones pacíficas llevando una máscara, ropa de camuflaje, bufandas, cascos u otras prendas que escondan o protejan la cara o cabeza del individuo.
- Las organizaciones no gubernamentales que acepten fondos extranjeros deben registrarse como «agentes extranjeros» y enfrentar un escrutinio riguroso, además de medidas fiscales adicionales.
- Licenciatura obligatoria de proveedores de internet.
- Censura gubernamental de internet legal.
- Una amplia definición de «actividades extremistas», la cual prohíbe a organizaciones no gubernamentales y a iglesias de participar en apoyo a protestas civiles.[4]

## Derogación
El 28 de enero, la Rada votó para revocar nueve de las leyes, con 361 de los 450 miembros parlamentarios a favor. En lo que The New York Times describió como un arreglo, el Parlamento aprobó versiones más limitadas de algunas restricciones: por ejemplo, la destrucción de monumentos fue criminalizada nuevamente, pero se especificó cubrir solamente monumentos antifascistas y no estatuas de Lenin.

## Reacciones

### Ucrania
La oposición ucraniana advirtió que las nuevas medidas inflamarían las protestas aún más, e hizo un llamamiento a una gran concentración en Kiev el domingo. El 16 de enero fue denominado como Jueves Negro, debido a la brutalidad de los enfrentamientos.
La opositora política encarcelada y ex primera ministra de Ucrania. Yulia Tymoshenko. dijo lo siguiente acerca de las leyes disputadas:

Le pido a la oposición y a la sociedad a actuar rápido y decisivamente porque no estaremos defendiendo la ley, la cual Yanukóvich humilló el 16 de enero [Jueves Negro], pero el sistema parlamentario ucraniano es la última barrica antes del establecimiento total de la dictadura. Le pido a la oposición que actúe inmediatamente.

El Congreso del Pueblo Tártaro de Crimea denunció las leyes, declarando que «el gobierno se ha movido en un ataque abierto a los derechos y libertades fundamentales, adoptando incluso una falla cínica de los procedimientos parlamentarios y las leyes de los principios democráticos que violan la constitución y las obligaciones internacionales de Ucrania, restringiendo el derecho de reunión, la libertad de expresión y los medios de comunicación», y advirtió en contra del uso de la violencia en protestas que ayuda al establecimiento del régimen de Yanukóvich como una dictadura.
El alcalde de Leópolis, Andriy Sadovy, declaró las leyes como inconstitucionales y dijo que no serían aplicadas ni consentidas en la ciudad.
El ministro de Relaciones Exteriores de Ucrania, Leonid Kozhara, destacó en una declaración que las leyes «apuntaban a implementar en la legislación ucraniana una serie de reglas que ya existían en la mayoría de los países europeos, y que cumplía con los estándares democráticos aceptados internacionalmente y con prácticas internacionales».

### Internacionales
- Unión Europea — El Comisario Europeo de Ampliación y Política Europea de Vecindad, Štefan Füle. dijo en un tuit el jueves después de los eventos en el parlamento que «estaba profundamente preocupado con la nueva legislación limitando libertades». Dijo que la acción contradecía las «aspiraciones europeas» de Ucrania y sus compromisos con la Unión Europea —refiriéndose al Acuerdo de Asociación Ucraniano, el cual el presidente Yanukóvich abruptamente se negó a firmar en noviembre en medio de la presión económica de Rusia—.[48]
- Estados Unidos — El secretario de Estado, John Kerry, dijo que «la legislación aprobada por la Rada sim transparencia ni responsabilidad violaba todas las normas de la OSCE y la Unión Europea». Más adelante describió las leyes como «antidemocráticas».[59]
- Canadá — El primer ministro, Stephen Harper, dijo en una declaración a reporteros acompañándolo en su viaje diplomático a Oriente Medio que las protestas eran causadas porque las acciones del gobierno ucraniano «recordaban mucho a los ucranianos de su pasado antidemocrático y soviético» y que su gobierno llamaría a un debate urgente sobre la situación ucraniana cuando el Parlamento de Canadá fuera convocado el 27 de enero de 2014.[60]

### Organizaciones no gubernamentales
- Wikipedia — Wikipedia anunció el cierre diario de la versión ucraniana de la enciclopedia desde el 21 de enero en adelante, entre las 16:00 y las 16:30, en protesta a las leyes. El sitio anunció el cierre en una declaración llamada Against Censorship (‘En contra de la censura’).[61]